# Institut d'études du développement de la Sorbonne
L'Institut d'études du développement de la Sorbonne (IEDES), fondé en 1957 par le gouvernement français sous le nom de Institut d’études du développement économique et social, est une entité de l’Université Paris 1 Panthéon-Sorbonne.
L'IEDES forme pour des terrains africains, asiatiques, latino-américains et européens, des professionnels et des docteurs en développement durable. Les diplômés de l'IEDES sont présents dans de multiples entités :
- structures internationales : Union européenne, Banque mondiale, OCDE, Organisation internationale du travail, agences des Nations unies ;
- institutions nationales : ministères et autres institutions des pays du Sud, organismes de coopération bilatérale de type Agence française de développement (AFD), coopération décentralisée, etc. ;
- organisations de solidarité internationale - ONG ;
- secteur privé : agences d’expertise, banques, entrepreneuriat social ;
- milieu de la recherche sur le développement.

## Histoire
Créé par décret le 16 octobre 1957 au moment où les colonies françaises d'Afrique du Nord (Maroc, Tunisie) et d'Asie du Sud-Est (Laos, Cambodge, Chandernagor, Nord-Vietnam) acquièrent leur indépendance, l'IEDES (Institut d'Etudes et du Développement Économique et Social) a pour vocation d'assurer des formations spécialisées dans les domaines de la définition et de la mise œuvre de politique de développement.
L'IEDES est avec la Queen Elizabeth House (l'actuel Department of International Development) de l’Université d'Oxford, le plus ancien institut d’étude du développement.
Dans les années 1960, l’IEDES se situe dans une conception humaniste de « libération de l'homme par l'homme » prenant en compte l'ensemble de ses composantes sociales, culturelles et économiques. Le développement doit être conduit, dans une planification s'inspirant du keynésianisme, par les institutions nationales et internationales, et l'Institut s'attache donc essentiellement à former les cadres de ces institutions.
Après 1968, alors que le conflit interne qui a conduit à l'éviction du directeur François Perroux ouvre une période de grande précarité institutionnelle, l'IEDES se tourne plutôt vers la formation d'enseignants et de chercheurs, et plus largement d'intellectuels militants. Cela se fait notamment dans le cadre de conceptions fortement marquées par le courant « dépendantiste » et le marxisme et dans lesquelles prennent une grande place les luttes de libération et les  politiques de substitution aux importations.
Dans les années 1980, les institutions financières internationales imposent aux pays du Sud des politiques d'inspiration néolibérale axées sur le retrait de l'État et l'ouverture économique, et la critique des programmes d’ajustement structurel marque alors les enseignements et les recherches de l'IEDES.
En 1990, l'IEDES voit enfin s'améliorer sa situation institutionnelle: il est reconnu comme Institut à statut dérogatoire de  l'Université Paris 1 Panthéon-Sorbonne, son organisation actuelle est mise en place et il renforce ses liens de coopération avec d'autres centres de recherche et d'enseignement sur les pays du Sud, en France (notamment dans le cadre du Groupement d'Intérêt Scientifique pour l'Étude de la Mondialisation et du Développement) et à l'étranger. Alors que s'accélèrent les  processus de mondialisation et de délitement des États nationaux, les enseignements de l'IEDES s'orientent de plus en plus vers la formation de cadres ou experts des organisations dites non-gouvernementales et des opérations de coopération dite décentralisée, qui entreprennent des projets visant à réduire la pauvreté, à satisfaire les besoins essentiels, à protéger l'environnement et les écosystèmes.
Il est important de souligner que dans le domaine de la recherche les équipes de l'IEDES ont très souvent joué un rôle pionnier: notamment dans les années 1960 et 1970 en ce qui concerne l'économétrie du développement (B. Maldant) et l'économie de l'éducation (M. Debeauvais et I. Deblé), et depuis lors en ce qui concerne l'analyse comparative des politiques économiques, la nature et les fonctions du « secteur informel », les organisations paysannes et la société civile, ou encore la sociologie du développement.
En décembre 2018, l'IEDES change de nom pour s'appeler Institut d'études du développement de la Sorbonne.

## Formations dispensées

### CursusIIecycle: MasterÉtudes du développement
Le Master Études du développement est délivré par l'IEDES pour l'université Paris 1 Panthéon-Sorbonne. Il est délivré en « économie et gestion » ainsi qu'en « sciences humaines et sociales ». Ce master forme des cadres internationaux maîtrisant plus particulièrement :
- l'analyse et le diagnostic ;
- les ressources humaines ;
- les responsabilités comptable, administrative, juridique ;
- des connaissances pratiques en cycle de projet, en évaluation, en statistiques, en santé, en éducation, en communication, en agronomie.

En 2011, il était estimé que :
- 80 % des étudiants IEDES trouvent un emploi dans l’année qui suit l’obtention du diplôme ;
- 60 % occupent des postes de cadres ;
- 45 % travaillent hors de France.

### CursusIIIecycle: Doctorat - UMRDéveloppement et sociétés
Depuis 2008, le centre pluridisciplinaire de recherche de l’IEDES pilote avec l’IRD l’UMR Développement et sociétés (UMR D&S).
L’UMR D&S forme sur le site du Jardin tropical de Paris une cinquantaine de doctorants en développement dans des disciplines aussi bien économiques que sociales. L’UMR D&S délivre des diplômes de ,  :
- l'École doctorale de géographie de Paris pour des thèses en géographie, sociologie, démographie ou anthropologie ;
- l'École doctorale d'économie de l'Université Paris 1 Panthéon-Sorbonne ;
- l'École doctorale de sciences politiques de l'Université Paris 1 Panthéon-Sorbonne ;
- l'École doctorale de droit comparé de l'Université Paris 1 Panthéon-Sorbonne.

Grâce à l’IRD, le laboratoire de l’IEDES dispose d’un appui conséquent à la recherche : affectations à l’étranger, missions de longue durée, accueils d’enseignants-chercheurs, bourses doctorales et postdoctorales.

## Organisation

### Institut interne de l'Université Paris 1 Panthéon-Sorbonne
L’IEDES est une unité de formation et de recherche de l’Université Paris 1 Panthéon-Sorbonne. Les diplômes délivrés par l’IEDES sont de fait des diplômes délivrés par l'université Paris 1 Panthéon-Sorbonne. À ce titre, l’IEDES est placé sous la triple autorité du conseil d’administration, du conseil scientifique et du conseil des études et de la vie universitaire de l'université Paris1.
L’Institut dispose néanmoins d’une large autonomie de par ses statuts.
Le pilotage du master Études du développement et du doctorat se fait au niveau de plusieurs instances :
- La direction de l’IEDES

Le directeur et son équipe assurent la cohérence d'ensemble des différents parcours du master.
Depuis 23 septembre 2024, la direction de l'IEDES est assurée par la sociologue Sylvie Capitant.
- Le conseil de l’enseignement et de la recherche (CER) commun à l'IEDES et à l'UMR D&S

Le CER présidé par le directeur de l'IEDES, est convoqué plusieurs fois par an, les étudiants élus y participent. Le CER est chargé de donner son avis sur le programme pédagogique et celui de recherche. Il prépare les délibérations du conseil d’administration de l'IEDES, et celles du conseil de laboratoire de l'UMR D&S.
- Le conseil d’administration (CA) de l’IEDES

Le CA complète et entérine les résolutions discutées par le CER concernant le master. Le CA se compose du CER et de quatre personnalités extérieures, dont son président.
Depuis février 2021, la présidence du CA de l'IEDES est assurée par Egizio Valceschini , économiste et historien, directeur de recherches à INRAE, président du Comité d’histoire INRAE, ancien représentant du ministère de l’Enseignement supérieur, de la Recherche et de l’Innovation auprès du Standing Committee for Agricultural Research (Com Euro, DG RI).
- Le conseil de laboratoire de l'UMR D&S

Le conseil de laboratoire adopte les résolutions du CER concernant le doctorat. Ses membres sont élus, à l’exception de son directeur lequel est nommé, après concertation, par les présidents de l’Université Paris 1 et de l’IRD.
Depuis le 1er janvier 2023, l'UMR D&S est dirigée par l'économiste Gilles Spielvogel.

## Réputation académique

### Revue Tiers Monderevue scientifique depuis 1960. ActuelleRevue internationale des études du développement
En janvier 2017, la revue Tiers-Monde change de nom; elle porte depuis le nom de Revue internationale des études du développement.
De nombreux enseignants-chercheurs de l'IEDES et personnalités de renom ont publié dans la revue : le Nobel d'économie néerlandais Jan Tinbergen, l'économiste argentin Raúl Prebisch, le socio-économiste hétérodoxe Albert Hirschman, le Nobel d'économie suédois Gunnar Myrdal, l'économiste américain Paul Sweezy...
La Revue internationale des études du développement, ex revue Tiers-Monde est une revue francophone internationale, interdisciplinaire et trimestrielle créée par l’IEDES en 1960. Le directeur de la publication est de droit le directeur de l'IEDES. Actuellement, il s'agit de Charlotte Guénard.
Le fondateur de la Revue Tiers Monde, Henri Laugier, souhaitait pour Tiers-Monde une « publication ouverte à toutes les doctrines, à toutes les conceptions, aux idées les plus diverses, les plus non conformistes, les plus hétérodoxes ». Aujourd'hui la Revue internationale des études du développement aborde des sujets en rapport avec les institutions et conventions, les conflits, les compromis, les sociétés civiles, les modes de gouvernance du local au global, etc.
Les numéros édités par les Presses universitaires de France de 1960 à 2006 sont en libre accès gratuit sur www.persee.fr. Les numéros édités aux éditions Armand Colin depuis 2006 sont consultables sur www.cairn.info. Les propositions d'articles sont à adresser au comité de rédaction de la Revue internationale des études du développement et sont examinées de manière anonyme.

### Erasmus et échanges internationaux en 2014/2015

#### En études du développement
Accords bilatéraux de l'IEDES
- Université d'Ottawa au Canada, École de développement international et de la mondialisation (EDIM)
- Université libre de Bruxelles en Belgique, Master Populations et développement
- Université catholique de Louvain en Belgique

#### Réseau mobilité de l'Université Paris1

##### Les accords Paris1 2014/2015 impliquant l'IEDES
En Amérique du Nord
- Université de Montréal au Canada
- Université de Sherbrooke au Canada
- Université Laval au Québec, Canada

En Europe
- Université Aristote de Thessalonique en Grèce
- Université de la Basilicate à Potenza en Italie
- Université de Rome « La Sapienza » en Italie
- Université de Varsovie en Pologne
- Université Comenius de Bratislava en Slovaquie

En Asie
- Université municipale de Hong Kong en Chine

##### Les accords Paris1 2014/2015 compatibles avec l'IEDES
En Amérique du Nord
- Université Columbia à New York, États-Unis : échanges en économie, en géographie, en science politique
- Université de New York aux États-Unis : échanges en économie, en géographie, en science politique
- Université Brown à Providence, États-Unis : échanges en économie, en géographie, en science politique
- Université Tulane à La Nouvelle-Orléans, États-Unis : échanges en économie, en géographie, en science politique
- Université de Toronto au Canada : échanges en économie, en géographie, en science politique
- Institut de technologie et d'études supérieures de Monterrey au Mexique : échanges en économie, en science politique

En Amérique du Sud
- Université del Salvador à Buenos Aires, Argentine : échanges en économie, en science politique
- Université du Rosaire à Bogota, Colombie : échanges en économie, en science politique
- Université de Lima au Pérou : échanges en économie, en science politique
- Université fédérale de Rio de Janeiro au Brésil : échanges en économie, en géographie
- Université pontificale catholique de São Paulo au Brésil : échanges en économie, en science politique
- Université fédérale du Minas Gerais à Belo Horizonte, Brésil : échanges en économie, en géographie, en démographie

En Asie
- Université chinoise de Hong Kong en Chine : échanges en économie, en géographie
- Université normale de la Chine de l'Est à Shanghai, Chine : échanges en gestion et économie d'entreprise, en géographie, en science politique
- Université Sungkyunkwan à Séoul, Corée du Sud : échanges en gestion et économie d'entreprise
- Université nationale Chengchi à Taipei, Taiwan : échanges en économie, en science politique
- Université Gadjah Mada à Java, Indonésie : échanges en géographie
- Université Waseda à Tokyo, Japon : échanges en économie, en géographie, en science politique
- Université Hitotsubashi à Tokyo, Japon : échanges en économie, en science politique

En Océanie
- Université Victoria de Wellington en Nouvelle-Zélande : échanges en économie, en géographie, en science politique

En Afrique
- Université de Maroua au Cameroun : échanges en géographie
- Université d'Abomey-Calavi au Bénin : échanges en démographie
- Université du Caire en Égypte : échanges en économie
- Université de Tunis en Tunisie : échanges en gestion et économie d'entreprise, en géographie

En Europe
- Université de Glasgow au Royaume-Uni : échanges en économie
- Université de Cardiff au Royaume-Uni : échanges en géographie
- Université de Lausanne en Suisse : échanges en économie
- Université de Stockholm en Suède : échanges en économie, en géographie, en science politique
- Université de Lisbonne au Portugal : échanges en économie, en géographie
- École des hautes études en sciences économiques à Moscou, Russie : échanges en économie, en science politique
- Université Charles de Prague à Prague, République tchèque : échanges en économie, en démographie, en science politique
- Académie d'études économiques à Bucarest, Roumanie : échanges en économie, en science politique
- Université Galatasaray à Istanbul, Turquie : échanges en économie, en science politique

## Vie étudiante

### Le campus:La Cité du développement durable
Depuis 1998, l'IEDES est installé sur le site du Jardin tropical de Paris à l'est du bois de Vincennes et à proximité de Nogent-sur-Marne. Cet espace de travail exceptionnel est partagé entre différentes organisations qui œuvrent pour le développement durable. Ensemble, elles forment La Cité du développement durable.

### Les partenaires sur place
- AGTER, une association pour contribuer à améliorer la gouvernance de la terre, de l'eau et des ressources naturelles.
- ATIBT, l'association technique internationale des bois tropicaux.
- AVSF, l'association agronomes et vétérinaires sans frontières.
- Le réseau international CEDIMES, Centre d'Etudes du Développement International et des Mouvements Economiques et Sociaux.
- Le CIRAD, centre de coopération internationale en recherche agronomique pour le développement.
- Le CIRED, centre international de recherche sur l'environnement et le développement (Unité Mixte de Recherche d'AgroParisTech, de l'Ecole des hautes Etudes en Sciences Sociales (EHESS), de l'Ecole des Ponts et Chaussées (ENPC), du CNRS et du CIRAD).
- ECONOVIA, agence conseil en communication - Economie Sociale et Solidaire / Responsabilité Sociales des Entreprises / Développement Durable.
- Le GRET, l'ONG des professionnels du développement solidaire.
- KINOME, entreprise à vocation sociale dans le domaine de la forêt.
- Le fonds MORINGA, une fondation privée pour l'agro-foresterie durable.
- ONF International, bureau d'expertise à l'international de l'office national de la forêt.
- Commerce Équitable France, la plate-forme pour le commerce équitable.

## Personnalités de l'IEDES

### Directeurs
Les directeurs de l'IEDES depuis 1957 : 
- 1957 - 1960 : Henri Laugier, physiologiste, directeur du CNRS, coauteur de la Déclaration universelle des droits de l'homme en 1948.
- 1960 - 1969 : François Perroux, économiste hétérodoxe, premier titulaire de la Chaire d’analyse des faits économiques et sociaux du Collège de France.
- 1969 - 1970 : Boris Maldant, économiste, théoricien de l'économétrie du développement.
- 1970 - 1973 : Jean-Jacques Juglas, géographe économiste, ministre de la France d'Outre-mer en 1955.
- 1973 - 1982 : Charles Morazé, sociologue-historien, président de la Commission internationale pour l'histoire scientifique et culturelle de l'UNESCO.
- 1982 - 1986 : Emmanuel Forest, Directeur Général adjoint du groupe Bouygues depuis 2011.
- 1987 - 1989, puis 1996-2001 : Gérard Grellet, économiste du développement, expert international en politique monétaire.
- 1989 - 1996 : Maxime Haubert, sociologue, responsable de missions scientifiques internationales.
- 2001 - 2006 : Bruno Lautier, économiste et sociologue, spécialiste de l'économie informelle.
- 2006 - 2013 : André Guichaoua, sociologue, expert du bureau du procureur du Tribunal pénal international.
- 2013 - 2018 : Anne Le Naëlou, sociologue, spécialiste de la gestion de crises.
- 2018 - 2024 : Charlotte Guénard, économiste, spécialiste de démographie économique.
- depuis 2024 : Sylvie Capitant, sociologue, spécialiste de socio-anthropologie de la communication et du développement.

### Présidents du conseil d'administration
Les présidents du conseil d'administration de l'IEDES depuis 1971 : 
- 1971 - 1973 : Georges Fischer, Directeur de recherches au CNRS.
- 1973 - 1982 : Stéphane Hessel, Ambassadeur auprès de l'ONU, auteur du manifeste Indignez-vous ! paru en 2010.
- 1982 - 1984 : Romain Gaignard, Directeur-fondateur de la Coopération et des Relations internationales au ministère de l'Éducation de 1982 à 1985.
- 1987 - 1990 : Edgard Pisani, Concepteur en 1962 de la Politique agricole commune, commissaire européen chargé du développement de 1981 à 1985.
- 1990 - 1996 : Alain Ruellan, Directeur général de l'ORSTOM de 1982 à 1987.
- 1997 -  2003 : Henri Rouillé d'Orfeuil, Ingénieur agro-économiste, fondateur du GRET, président de Coordination SUD depuis 2001.
- 2004 - 2011 : Michel Griffon, Directeur scientifique du CIRAD de 2000 à 2003, directeur général de l'Agence nationale de la recherche de 2009 à 2012.
- 2011 - 2013 : Jean-Michel Severino, Directeur général de l'Agence française de développement de 2001 à 2010.
- 2013 - 2021 : Marie-Hélène Aubert, conseillère pour les négociations internationales climat et environnement du président de la République François Hollande.
- Depuis 2021: Egizio Valceschini, économiste et historien, directeur de recherches à INRAE, président du Comité d’histoire INRAE, ancien représentant du ministère de l’Enseignement supérieur, de la Recherche et de l’Innovation auprès du Standing Committee for Agricultural Research (Com Euro, DG RI).

### Anciens enseignants
De nombreux universitaires renommés ont enseigné à l'IEDES.
- Économie

Charles Bettelheim, analyste des économies capitalistes et socialistes, conseiller de différents gouvernements dans le domaine de la planification du développement ;
Marc Chervel, spécialiste des démarches alternatives aux remèdes libéraux préconisés par les organisations internationales dominantes ;
Ignacy Sachs, pionnier de l'écodéveloppement et du développement durable ;
Celso Furtado, économiste du développement. Ministre au Brésil chargé de la Planification (1961-1964) puis de la Culture (1985-1990) ;
Gérard Destanne de Bernis, inventeur du concept d'« industrie industrialisante », conseiller du dirigeant algérien Houari Boumédiène ;
Moises Ikonicoff, économiste du développement. Ministre de la Planification en Argentine sous le premier mandat de Carlos Menem ;
Philippe Hugon, économiste du développement spécialiste de l'Afrique ;
Guy Caire, économiste du travail ;
Arghiri Emmanuel, spécialiste de l'échange inégal.
- Sociologie

Pierre Cot, politiste, ministre du Commerce et de l'Air sous la IIIe République ;
Georges Balandier, inventeur avec Alfred Sauvy du concept de Tiers monde ;
Manuel Castells, spécialiste des communications, technologies et société ;
Bernard Kayser, spécialiste du monde rural ;
Albert Meister, spécialiste du développement et des organisations associatives ;
Yves Goussault, spécialiste des questions agraires, cofondateur avec l'Abbé Pierre de l'IRAM ;
Alain Touraine, spécialiste de l'action sociale et des nouveaux mouvements sociaux ;
Rodolfo Stavenhagen, spécialiste des conflits ethniques ;
Fernando Henrique Cardoso, spécialiste des processus de changement social, de développement et dépendance. Président du Brésil de 1995 à 2003.
- Géographie

Yves Lacoste, père de l'école française de géopolitique ;
Michel Rochefort, spécialiste du monde urbain ;
Milton Santos, spécialiste du monde urbain.
- Agronomie

René Dumont, premier candidat « écologiste » à une élection présidentielle française en 1974 ;
Louis Malassis, directeur général de l'enseignement et de la recherche au ministère de l'Agriculture ;
Marcel Mazoyer, président du Comité des programmes de la FAO de 1984 à 1993 ;
Michel Griffon, concepteur de l'agriculture écologiquement intensive.

### Anciens élèves
De nombreux ministres et hauts fonctionnaires dans des domaines très variés sont diplômés de l'IEDES.
- Chefs de gouvernement

Moustapha Niasse, Premier ministre du Sénégal en 1983 et 2000-2001, président de l'Assemblée nationale sénégalaise depuis 2012 ;
Abel Goumba, Premier ministre de la République centrafricaine en 1959 et en 2003 ;
Ali Soilih, président « révolutionnaire » de la République des Comores en 1977-1978 ;
Mouhammad Saïd Al-Attar, Premier ministre du Yémen en 1994 ;
Gérard Latortue, Premier ministre d'Haïti de 2004 à 2006.
- Ministres

en Finances et en Économie :
Edmond Ky en Haute-Volta de 1980 à 1982 ;
Jean-Pierre Lemboumba-Lepandou au Gabon de 1980 à 1990 ;
Ghazi Hidouci en Algérie de 1989 à 1991 ;
Henri Bazin (Haïti)|Henri Bazin en Haïti de 2004 à 2006.
en Affaires étrangères
Frédéric Affo au Bénin de 1984 à 1987.
du Commerce
Talata Kafando au Burkina en 1994.
du Travail et des Affaires sociales
Maamar Benguerba en Algérie de 1992 à 1993.
de la Fonction publique
Jorge Esteban Roulet en Argentine de 1983 à 1986.
des Infrastructures
Chérif Chako au Niger de 1996 à 1999.
des Affaires générales et de la Gouvernance
Mohamed Louafa au Maroc depuis 2013.
- Gouverneurs de banque

Mohamed Salah Bouaziz directeur général de la Banque centrale de Tunisie ;
Pascal Ndjave directeur général de la Banque internationale pour le Commerce et l'Industrie du Gabon ;
Justin Agbodjinou directeur de la Banque béninoise pour le développement.
- Intellectuels

Iran Teymourtash, militante féministe iranienne ;
Elva Roulet, architecte et vice-gouverneur de Buenos Aires (1983-1987) ;
Sylviane Abou, cofondatrice et responsable de 1973 à 1999 de France terre d'asile ;
Jacques Bugnicourt, cofondateur d'Enda Tiers-Monde.

### Association Études et Développement (AED)
L'Association Études et Développement (AED) fédère depuis 1995, toutes les associations de l'IEDES. L'AED est dirigée par un bureau des étudiants et est présidée par un bureau des enseignants.
L'AED est une plateforme de :
- rencontres entre étudiants, anciens étudiants et amis de l'Institut[18] ;
- projets IEDES tournés vers l'intérêt général, relatifs au développement et à la solidarité entre pays du nord et du sud[19].

Quelques projets menés par l'AED depuis 2008 :
- Étude sur l'organisation spatiale d'Istanbul en janvier 2008 en partenariat avec l'Université Galatasaray ;
- Participation à l'Université d’été du Centre de recherche et d’information pour le développement (CRID) à Nantes en juillet 2008 ;
- Participation au Forum social mondial (FSM) organisé à Belem au Brésil en janvier 2009 ;
- Participation au Forum social mondial organisé à Dakar au Sénégal en février 2011 ;
- Participation au Forum mondial de l'eau organisé à Marseille en mars 2012 ;
- Étude sur les violences faites aux femmes à Haïti en avril 2012 ;
- Étude sur l'organisation spatiale de Fès au Maroc en janvier 2013 ;
- Participation au « Carrefour des projets » à Kindia en Guinée en février 2013 ;
- Participation au Forum social mondial organisé à Tunis en mars 2013 ;
- Suivi de femmes enceintes en milieu rural à Oujda au Maroc en août 2013 ;
- Participation au Trailwalker d'Oxfam organisé dans le parc naturel régional du Morvan en mai 2014 ;
- Enquête sur le phénomène migratoire à Lampedusa en Italie en juin 2014 ;
- Enquête sur le programme du PNUD « Village du millénaire » à Potou au Sénégal en juillet 2014 ;
- Réalisation d'un documentaire à Puna en Inde sur les Village Community Development Association (VCDA) menant depuis 1978 une action sociale et culturelle dans les villages ruraux en juillet-août 2014 ;
- Participation à un diagnostic participatif sur la gestion des déchets à Coyah en Guinée.

### Sources et bibliographie

#### Sources primaires
- IEDES, Institut d’étude du développement économique et social, Paris, Université Panthéon-Sorbonne Paris1, coll. « brochure de présentation », 2011, 50 p.
- Mohamed-Ali Marouani et Mario Lanzarotti, Expertise économique en politiques et projets de développement, Paris, IEDES, coll. « brochure de présentation », 2012, 9 p.
- Mohammed-Ali Marouani et Alexandre Kolev, Expertise en économie du travail et développement, Paris, IEDES, coll. « brochure de présentation », 2014, 4 p.
- Charlotte Guénard, Développement agricole et politiques économiques, Paris, IEDES, coll. « brochure de présentation », 2014, 15 p.
- Sylvie Capitant, Développement local : acteurs, mobilisations et territoires, Paris, IEDES, coll. « brochure de présentation », 2014, 5 p.
- Anne Le Naëlou, Crises, interventions d’urgence et actions de développement, Paris, IEDES, coll. « brochure de présentation », 2014, 16 p.
- Tania Angeloff et Karine Marazyan, Développement social et économique : travail, formation, santé, Paris, IEDES, coll. « brochure de présentation », 2014, 15 p.
- Roser Cusso et Sylvie Capitant, Master 2 Recherche : sociétés en développement, Paris, IEDES, coll. « brochure de présentation », 2014, 5 p.

#### Sources secondaires
- AERES, Rapport d’évaluation du master Etudes du développement, Paris, AERES, coll. « Vague D – 2014-2018 Campagne d’évaluation 2012-2013 », 2013, 15 p.
- Guy Caire, « L'IEDES a 50 ans. Des travaux et des jours d'un vert quinquagénaire », Revue Tiers Monde, Paris, Armand Colin, vol. 191 « Itinéraires de chercheurs et parcours d'une institution : l'IEDES a 50 ans »,‎ 2007, p.661-697
- André Guichaoua, « Au terme de cinq décennies du développement », Revue Tiers Monde, Paris, Armand Colin, vol. 191 « Itinéraires de chercheurs et parcours d'une institution : l'IEDES a 50 ans »,‎ 2007, p.647-659
- Philippe Hugon, « Retour sur une cinquantaine d'années d'économie du développement dans la Revie Tiers Monde », Revue Tiers Monde, Paris, Armand Colin, vol. 191 « Itinéraires de chercheurs et parcours d'une institution : l'IEDES a 50 ans »,‎ 2007, p.717-741